# Gaj (Orenburška oblast, Rusija)
Gaj (ruski: Гай) je grad u Orenburškoj oblasti u Rusiji. Nalazi se jugoistočno od Urala, nekih 35 km sjeverno od velikih gradova Orenburške oblasti, Orska i Novotroicka, te oko 330 km istočno od Orenburga. Prema popisu iz 2008. godine, grad je imao 39.930 stanovnika.
Gaj je osnovan 1959. kao industrijsko naselje pored rudnika bakra, a status grada stekao je 1979.

## Vanjske poveznice
- Službena stranica (rus.)
- Informacije o gradu (rus.)